# الیور مارک
الیور مارک (انگلیسی: Oliver Mark؛ زادهٔ ۲۰ فوریهٔ ۱۹۶۳) عکاس اهل آلمان است. الیور به‌دلیل عکاسی پرتره از چهره‌های بین‌المللی همچون آنتونی هاپکینز، جری لوئیس، آنگلا مرکل، بن کینگزلی، بندیکت شانزدهم، کیت بلانشت و تام هنکس شناخته می‌شود. او در دهه ۱۹۹۰، عکاسی از افراد مشهور را آغاز کرد.